# Айнарс Подзіньш
Айнарс Подзіньш (латис. Ainārs Podziņš, рос. Айнарс Гинтович Подзиньш; 16 березня 1992, м. Юрмала, Латвія) — російський i латвійський хокеїст, лівий/центральний нападник. Виступає за «Динамо» (Рига) у Континентальній хокейній лізі.
Виступав за «Крила Рад» (Москва), ХК «Рига».